# 周望 (明朝)
周望（1515年—？），字道見，廣東廣州府東莞縣人，軍籍，明朝政治人物。

## 生平
嘉靖二十八年（1549年）己酉科廣東鄉試第六十九名舉人。嘉靖三十二年（1553年）中式癸丑科會試第一百九十五名，二甲第七十二名進士。曾官浙江嚴州府知府。

## 家族
曾祖周再省；祖父周軫；父周嚴惠，母劉氏。慈侍下。